# Walter Mittelholzer

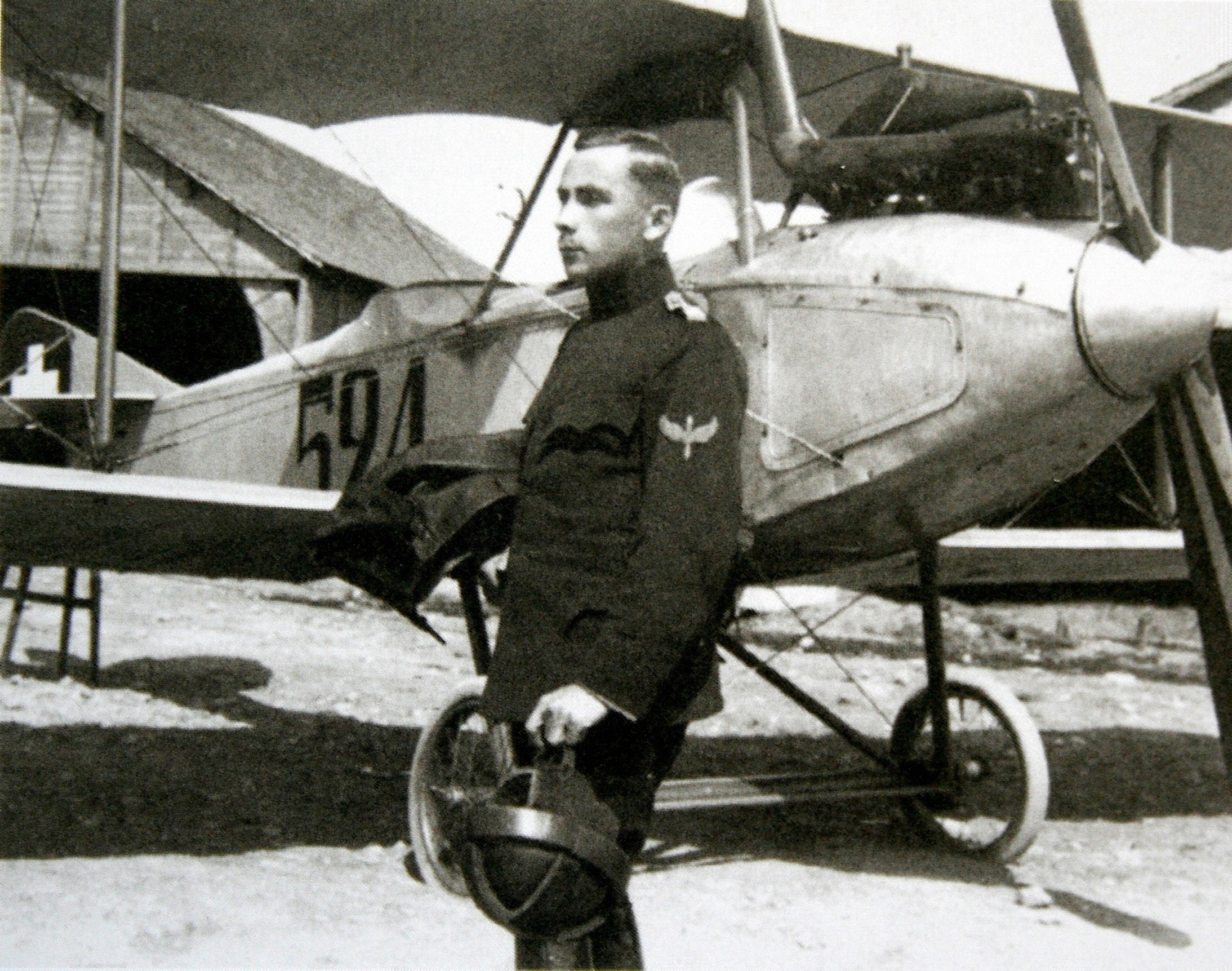
Walter Mittelholzer als Militärpilot um 1918

Walter Mittelholzer (* 2. April 1894 in St. Gallen; † 9. Mai 1937 am Hochschwab in der Steiermark) war ein Schweizer Luftfahrtpionier. Er war Pilot, Fotograf, Reiseschriftsteller und einer der ersten Luftfahrt-Unternehmer, 1919 Mitbegründer der Mittelholzer und Co., Luftbildverlagsanstalt und Passagierflüge, 1924 Co-Gründer der Praesens Film AG sowie 1931 erster technischer Direktor der neu gegründeten Fluggesellschaft Swissair.

## Leben und Werk
Walter Mittelholzer war Sohn einer Bäckersfamilie. Nach der Sekundarschule eignete er sich das fotografische Handwerk autodidaktisch an. Er rückte in Dübendorf in die Rekrutenschule ein. Eingeteilt wurde er bei der neuen Fliegertruppe in die Gebirgsbrigade 18.
Sein erster Flug führte ihn in einem Farman-Doppeldecker von Dübendorf nach Kloten. Mittelholzers Auftrag war es, Batteriestellungen am Holberg bei Kloten aus 1000 m Höhe zu fotografieren. Ein Jahr später wurde er als Unteroffizier Leiter der fotografischen Abteilung. Mehrere Flüge in der Umgebung Zürichs liessen in ihm den Wunsch nach längeren Flügen aufkommen. Ein erster Alpenflug, den er im Auftrag seines Kommandanten unternahm, scheiterte wegen einer Motorenpanne. Ein zweiter Versuch gelang, und Mittelholzer kehrte mit gelungenen Aufnahmen zurück. Diesem Flug folgten zahlreiche weitere und so entstand eine umfangreiche Sammlung von Luftaufnahmen aus fast allen Gebieten der Schweiz.
1917 erwarb Mittelholzer die zivile Fluglizenz; ein Jahr später schloss er die Ausbildung zum Militärpiloten ab. Am 5. November 1919 gründete er mit seinem Militärkollegen Alfred Comte die Mittelholzer und Co., Luftbildverlagsanstalt und Passagierflüge. 1920 schloss sich diese Firma mit der finanzkräftigeren Ad Astra Aero zusammen. Mittelholzer wurde Direktor und Chefpilot der Ad Astra Aero, aus der später die Swissair entstand. Auch Max Cartier flog für die Fluggesellschaft.
Im Auftrag der Junkerswerke flog er von Berlin aus die neuen Linien nach Danzig und Riga. Geplante Proviantierungsflüge von Spitzbergen aus für die Nordpolexpedition Roald Amundsens waren wegen einer Panne an Amundsens Flugzeug in Alaska obsolet. Stattdessen wurden auf der Junkers-Spitzbergen-Expedition vom 5. bis 8. Juli 1923 vier Rundflüge über Spitzbergen unternommen, von denen der längste über eine Strecke von 1000 km bis über den 80. Breitengrad führte.
Während Arthur Neumann die Junkers F13 flog, war Mittelholzer für Filmaufnahmen und Fotografien zuständig. Es entstanden so die ersten Luftbildaufnahmen Spitzbergens. Ein möglich erscheinender Polflug wurde wegen technischer Probleme am Flugzeug unterlassen.

Eine Junkers F 13 über Teheran, 1926

Zusammen mit Lazar Wechsler gründete er am 19. März 1924 die Praesens Film AG.
Im Winter 1924/25 flog Mittelholzer im Auftrag der persischen Regierung nach Teheran; er erreichte die Stadt einen Monat nach seinem Start am Zürichhorn.
1927 flog Mittelholzer als Erster mit einem Wasserflugzeug von Europa nach Südafrika: Am 7. Dezember 1926 startete er, zusammen mit dem Schweizer Geologen Arnold Heim, dem Genfer Schriftsteller René Gouzy (1877–1952) und dem Mechaniker und Copiloten Hans Hartmann, mit seiner Maschine vom Typ Merkur der Dornier-Werke in Zürich. Die Expedition führte über Neapel und Athen nach Alexandrien und mit Landungen an insgesamt 20 Etappenstationen, unter anderem bei Luxor und auf dem Victoriasee, in 76 Tagen nach Kapstadt, wo das Flugzeug am 20. Februar 1927 eintraf. Mittelholzer legte in zweieinhalb Monaten mit dem auf Schwimmer gesetzten Flugzeug 20'000 Kilometer zurück. Für die Rückfahrt liess er das Flugzeug demontieren und mit einem Frachtschiff nach England verschiffen. Die Bücher über Afrika waren in einem damals üblichen, dem Zeitgeist und Publikumsgeschmack geschuldeten kolonialen und herablassenden Stil geschrieben.

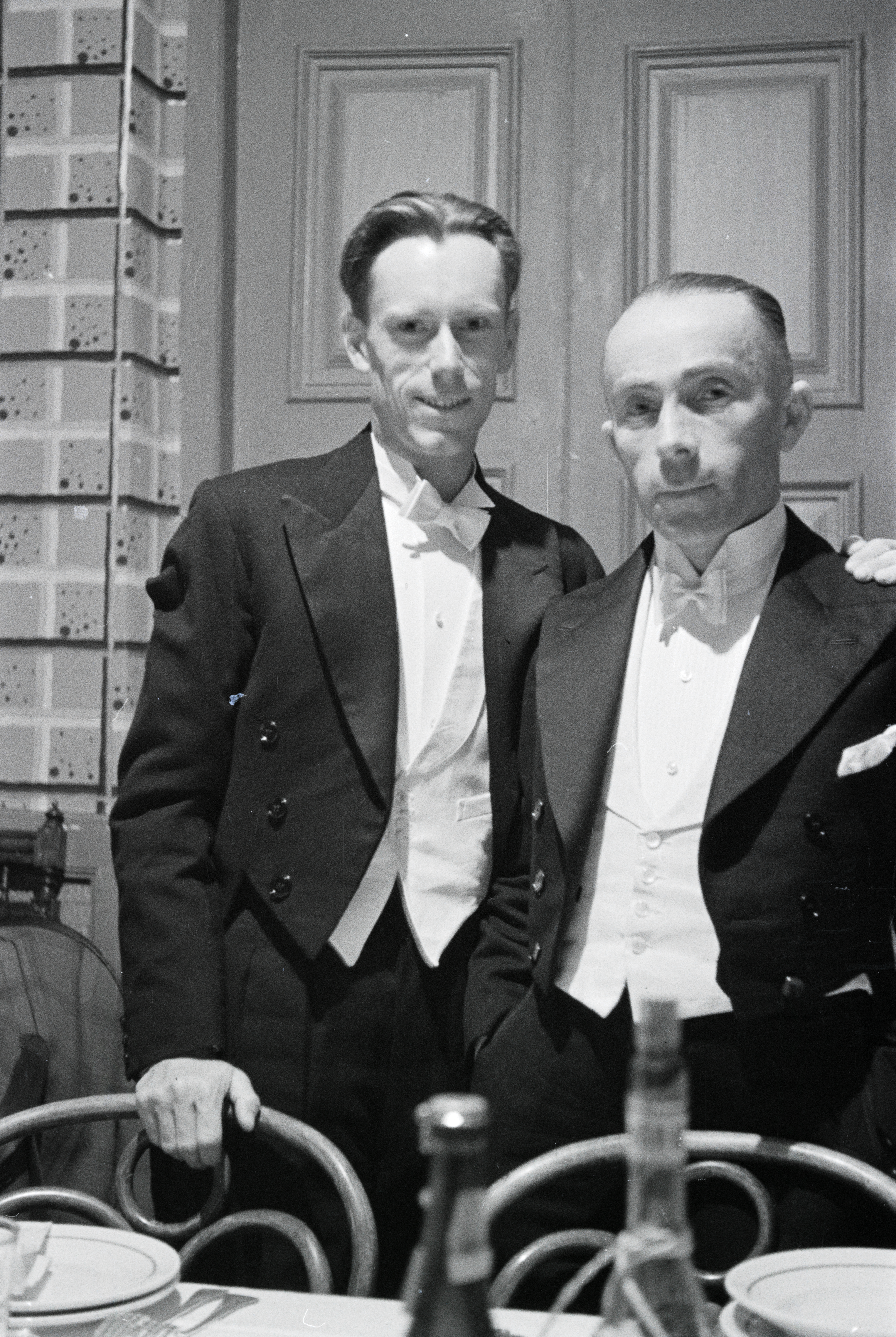
Walter Mittelholzer (rechts) mit Emil Berna, 1934

Vom 17. Februar bis 6. März 1928 umrundete Mittelholzer in einer Junkers F 13 (CH 94) das westliche Mittelmeer und machte über 100 Luftbilder. Die wesentlichen Flugetappen waren Zürich–Rom–Tunis–Algier–Madrid–Marseille–Zürich. Die Flugzeiten betrugen zusammen 47 Stunden und 20 Minuten bei einer zurückgelegten Gesamtstrecke von 6370 Kilometern.
Am 8. Januar 1930 überflog er als Erster den Kilimandscharo. Dabei machte er unter anderem aus etwa 6200 Metern Höhe Luftaufnahmen vom Krater des Kibo, die in Illustrierten veröffentlicht wurden und grosses Aufsehen erregten.
Im Winter 1930/1931 unternahm Walter Mittelholzer einen weiteren Flug nach Afrika, über Marokko und Algerien bis zum Tschadsee. Auf dem Rückflug traf er in der Wüste am Kap Juby die deutsche Pilotin Elly Beinhorn auf ihrem ersten Afrikaflug.
1931 wurde Walter Mittelholzer technischer Direktor der neu gegründeten Fluggesellschaft Swissair. 1934 flog er nach Addis Abeba, um Kaiser Haile Selassie seine bestellte Fokker Maschine selber zu überbringen. Dies war sein letzter Flug auf langen, unbekannten Routen.
Mittelholzer machte weiterhin auch in Europa und in der Schweiz Luftbilder. Seine über 100'000 Aufnahmen aus rund 9000 Flügen haben heute einen grossen historischen Wert. Rund 18'000 Bilder, unter anderem Glasplatten im Format 13 × 18 cm, befinden sich heute im Bildarchiv der ETH-Bibliothek. Die Bilder und Geschichten seiner langen Auslandflüge veröffentlichte Walter Mittelholzer jeweils in Büchern, welche hohe Auflagen erreichten. Zur multimedialen Vermarktung seiner Auslandflüge gehörten auch Dokumentarfilme, die Mittelholzer als Mitbegründer der Praesens-Film AG produzierte. In Dübendorf lernte Lincoln Ellsworth während eines Leicakurses bei Mittelholzer seine zukünftige Frau kennen die hier Flugschülerin war.

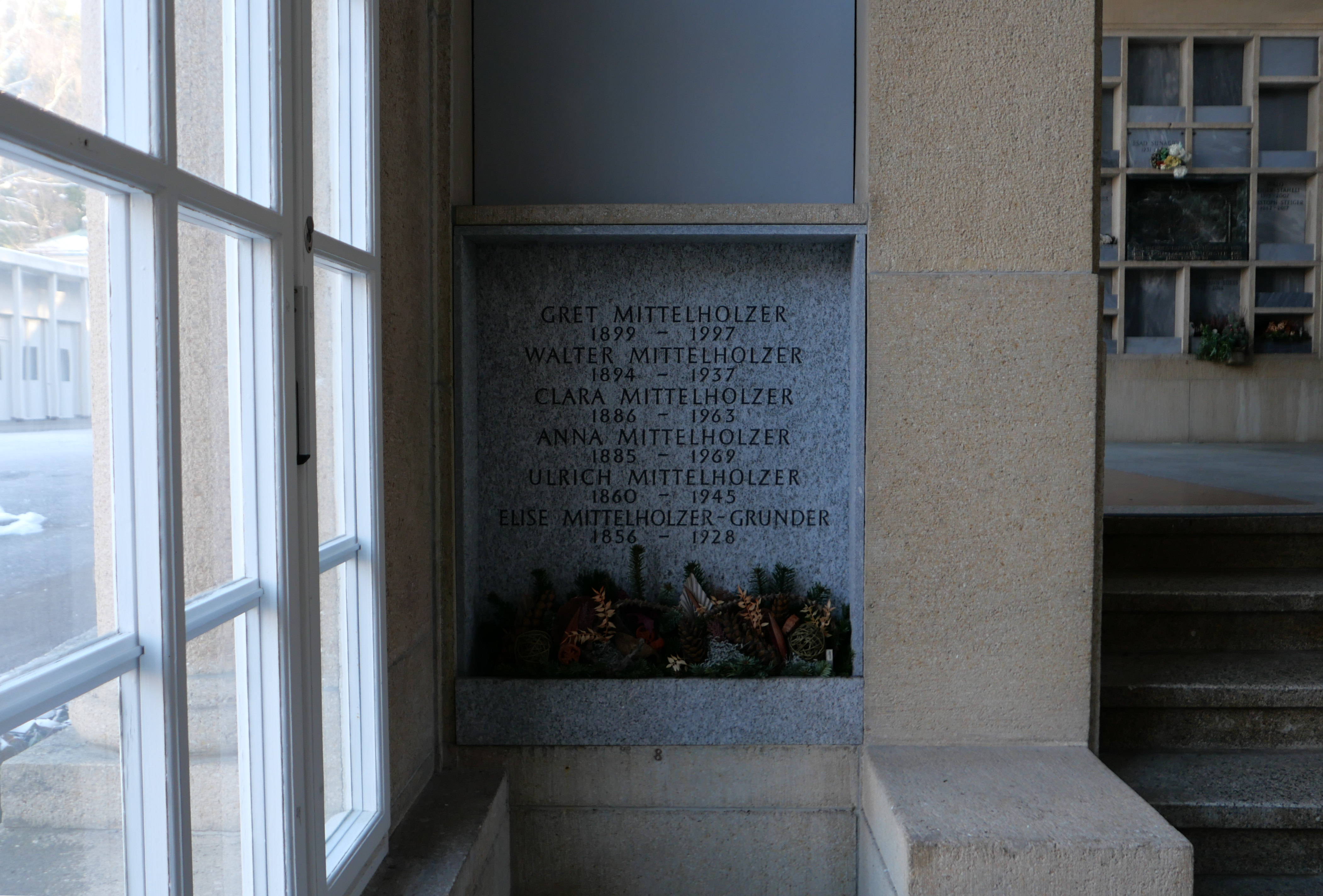
Das Urnengrab im Jahr 2025.

Walter Mittelholzer stürzte 1937 auf einer Klettertour an der Südwestwand der Stangenwand in der Steiermark mit seiner Seilschaft zu Tode, verursacht vermutlich durch Steinschlag, da auch die Bergung hierdurch erschwert wurde. Geführt wurde er dabei von Ulrich Sild, dem ältesten Sohn von Cenzi von Ficker und Hannes Sild. Dritte des Bergsteigerteams war Liselott Kastner, geborene Lorenz.
Einen Tag nach seinem Tod hätte er am 10. Mai 1937 in der Wiener Urania in einem Vortrag «Amerika von oben» über einen Flug von der Ost- zur Westküste der USA und zurück berichten sollen.
Mittelholzers sterbliche Überreste wurden eingeäschert und in der Urnengruft seiner Mutter Elizabeth "Elise", geb. Grunder (1856–1928), in den Kolumbariumshallen des Friedhofs Feldli in St. Gallen beigesetzt. Dort wurden später auch die Urnen mit der Asche seines Vaters Walter Ulrich (1860–1945) sowie diejenigen von drei seiner vier Schwestern – Anna (1885–1969), Clara (1886–1963) und Gret (1899–1997) – bestattet.

## Veröffentlichungen
- Im Flugzeug dem Nordpol entgegen. Junkers’sche Hilfsexpedition für Amundsen nach Spitzbergen 1923. Orell Füssli Verlag, Zürich 1924.
- Die Schweiz aus der Vogelschau: 274 Abbildungen aus der Sammlung von Walter Mittelholzer. Eugen Rentsch, Erlenbach-Zürich 1926.
- Persienflug. Orell Füssli Verlag, Zürich 1926.
- Afrikaflug. Orell Füssli Verlag, Zürich 1927.
- Alpenflug. Orell Füssli Verlag, Zürich 1928.
- Mittelmeerflug. Mit 120 Fliegeraufnahmen von Walter Mittelholzer. Rascher, Zürich 1930.
- Kilimandjaro Flug. Orell Füssli Verlag, Zürich 1930.
- Tschadseeflug – Mit dem dreimotorigen Fokker der Swissair durch die Sahara zum Tschadsee. Schweizer Aero-Revue, Zürich 1932.
- Abessinienflug. Mit dem dreimotorigen Fokker an den Hof des Negus Negesti. Mit einem Vorwort von Bundespräsident (Marcel) Pilet-Golaz. Aero-Revue, Zürich 1934.
- Luftphotographie. In: Das deutsche Lichtbild, 1936, S. T55–T57.
- Fliegerabenteuer. Brockhaus, Leipzig 1938, DNB 575144157.[20]

## Dokumentarfilme
- 1924: Im Junkers-Flugzeug über Spitzbergen[21]
- 1925: Von Zürich nach Smyrna
- 1925: Mein Persien-Flug 1924–1925
- 1934: Abyssinia
- 1947: Pionier der Lüfte

## Fotografien (Auswahl)

Luftbilder
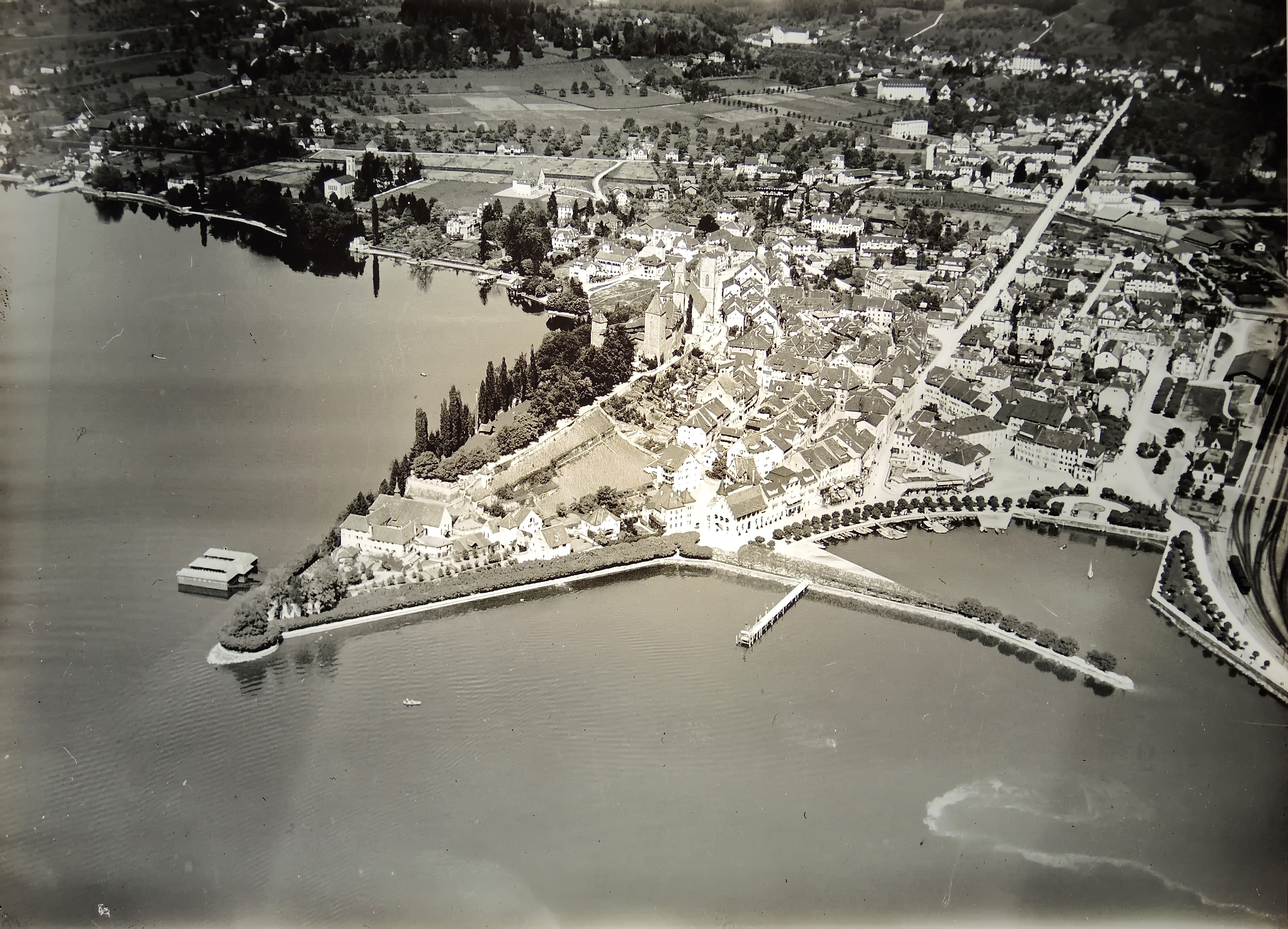
Früheste Flugaufnahme von Rapperswil, Schweiz, 1919
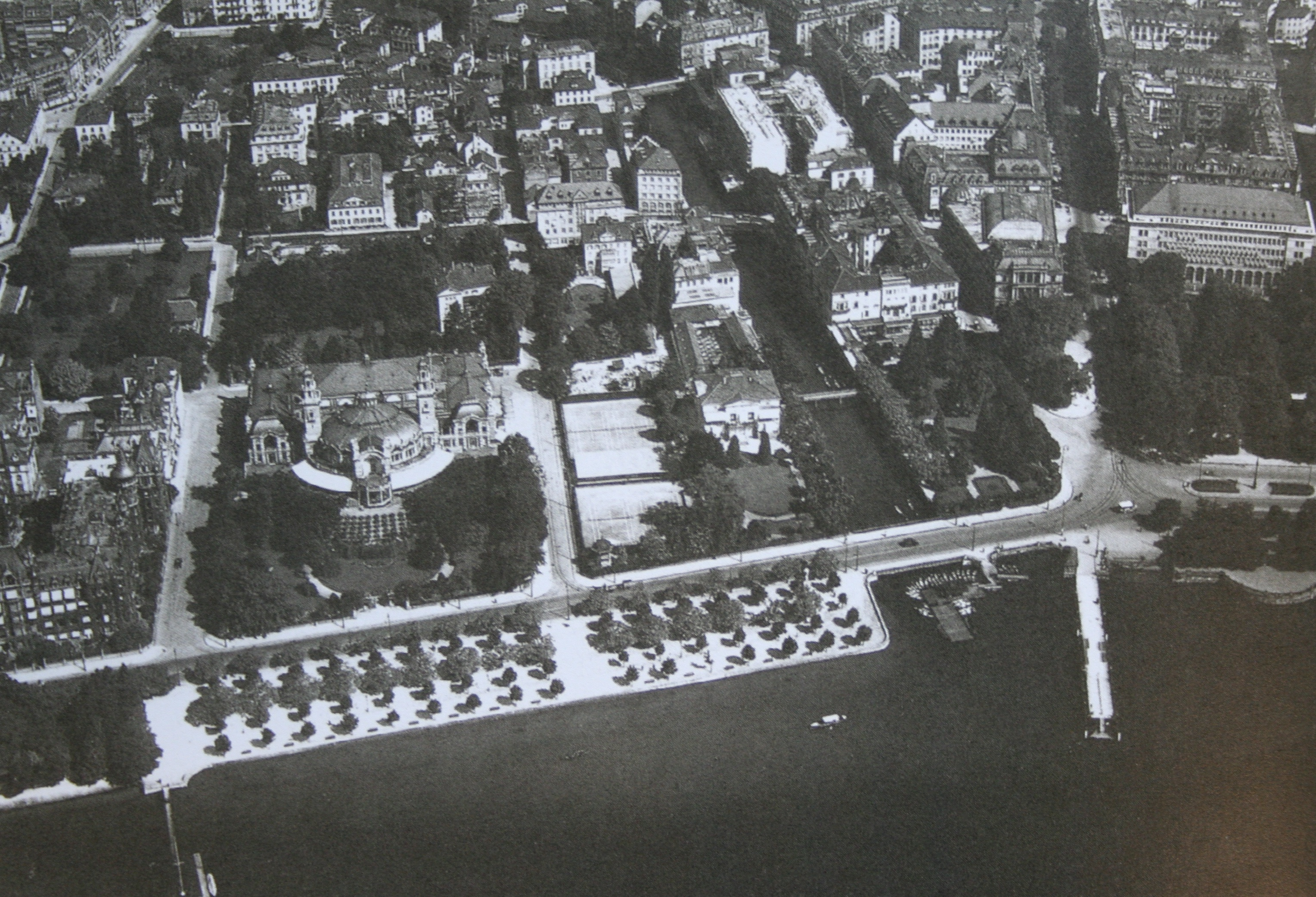
Alpenquai in Zürich, 1929, jetziger Name: General-Guisan-Quai, am rechten Bildrand: Bürkliplatz
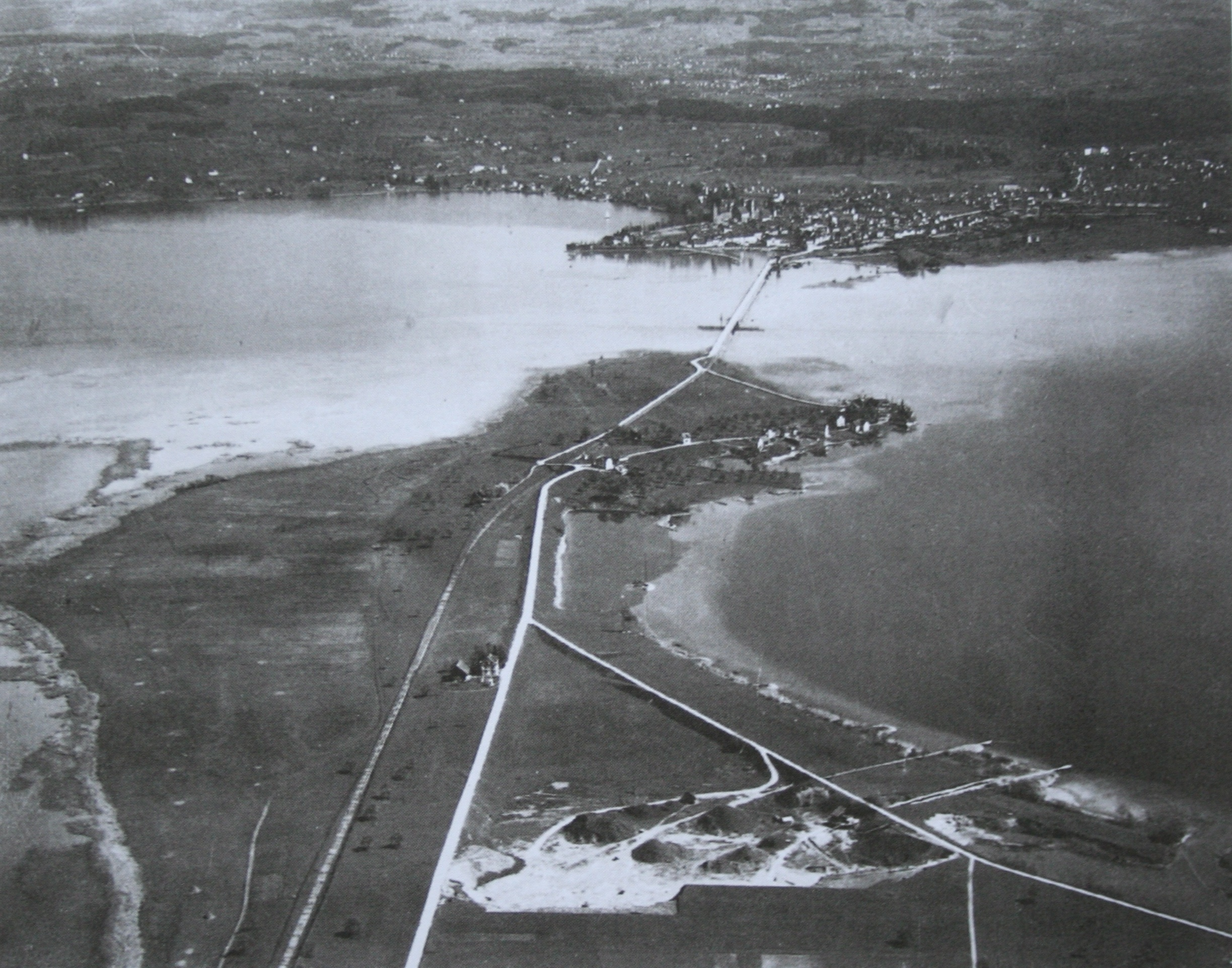
Die Halbinsel von Hurden, im Hintergrund der Seedamm und Rapperswil, 1929
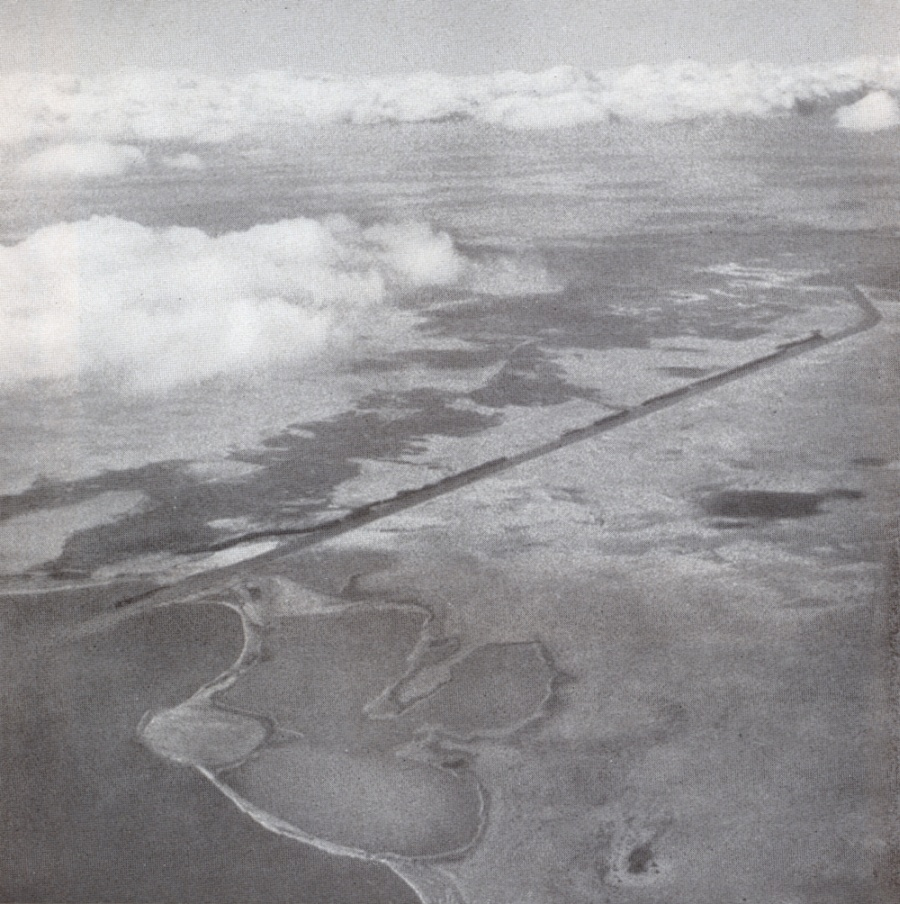
Sueskanal
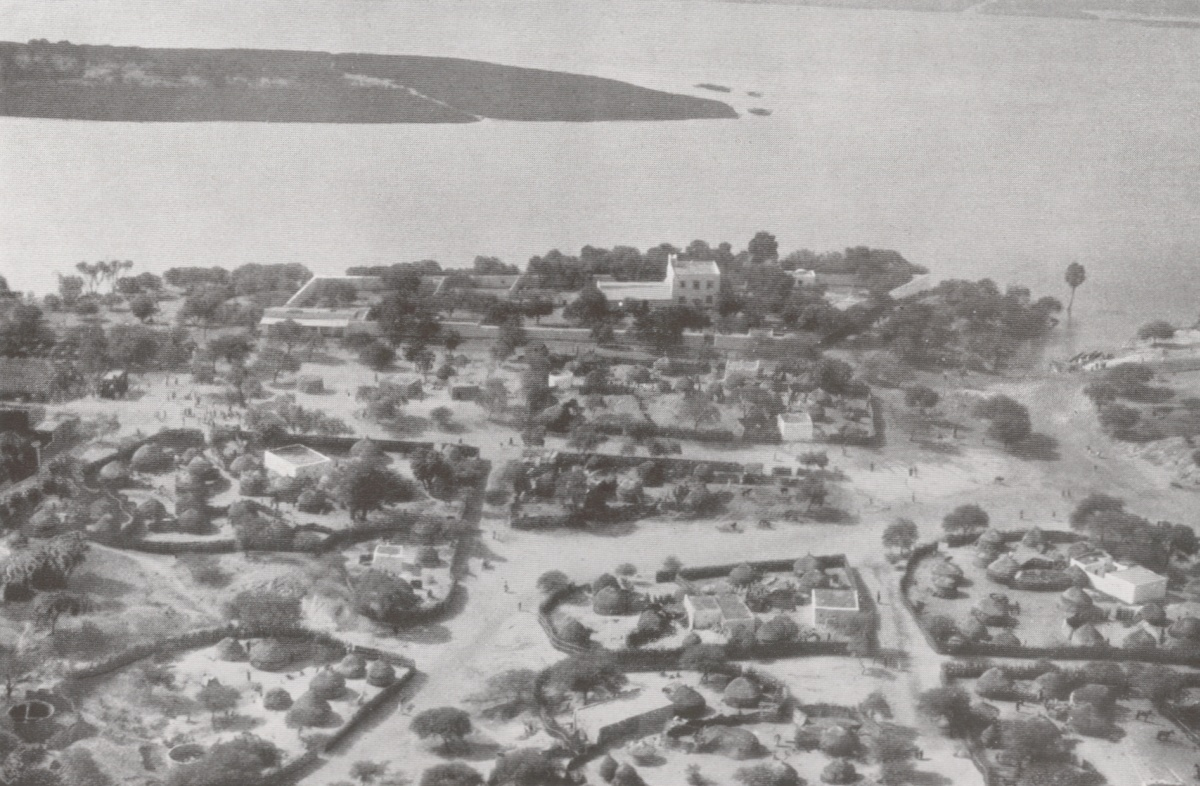
Niamey (Niger), 1930
Bellevue, Utoquai, Sechseläutenplatz, damals noch Tonhallenplatz, Opernhaus, damals noch Stadttheater aus der Luftperspektive, 1933

Reportagefotografien
Aussicht vom Katarakt-Hotel auf den Nil, Assuan, zwischen 1926 und 1927
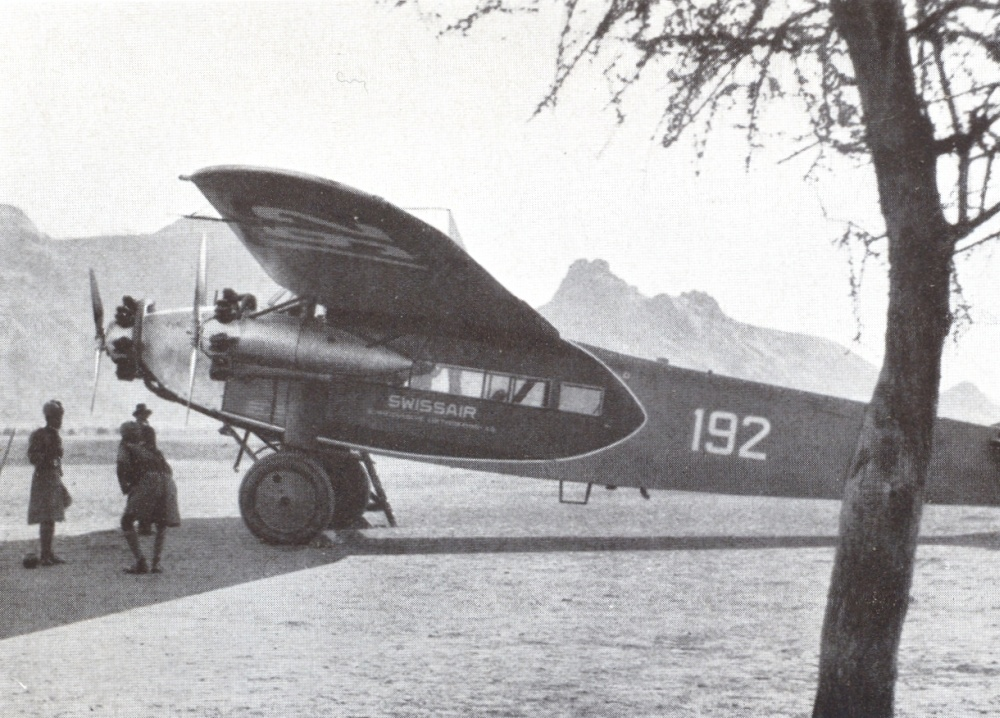
Fokker F.VIIb-3 m (CH-192) der Swissair, geflogen von Mittelholzer in Kassala (Sudan), Februar 1934
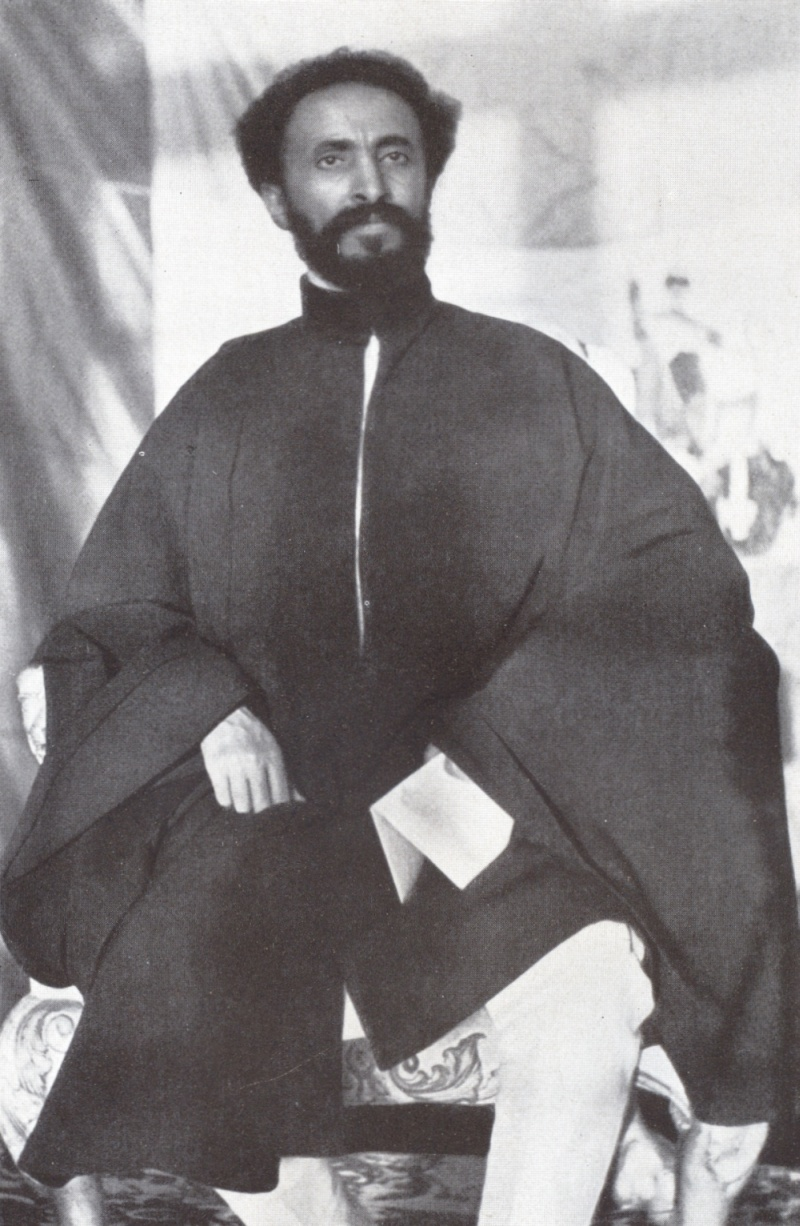
Kaiser Haile Selassie, Februar 1934

## Ehrungen

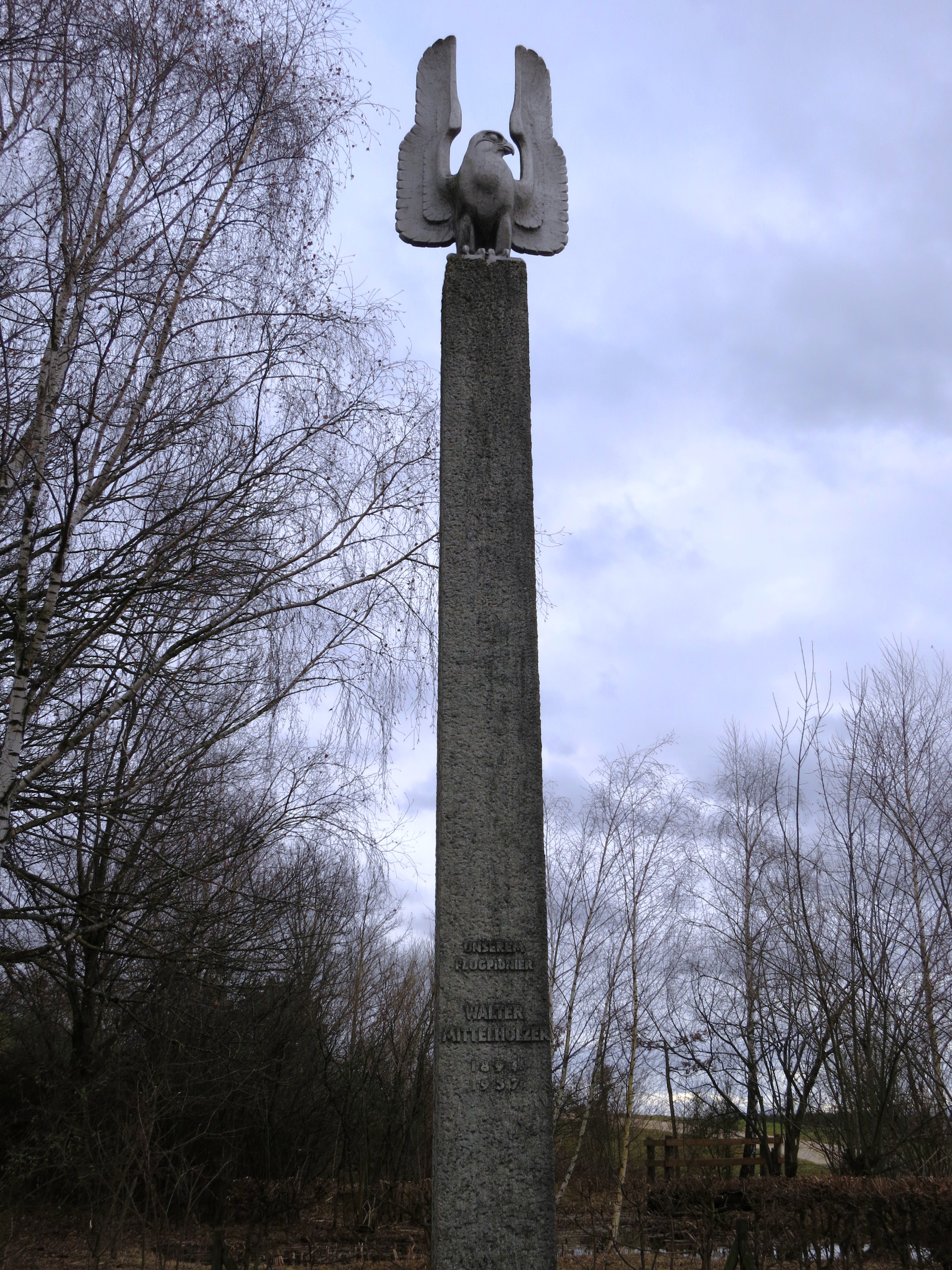
Das Walter-Mittelholzer-Denkmal in Kloten (2013)

Die von 1937 bis 1939 tätige Genossenschaft In Memoriam Bider/Mittelholzer/Zimmermann trug ihren Namen auch zu Mittelholzers Ehren.
1942 wurde das von Rudolf Wening geschaffene Walter-Mittelholzer-Denkmal am Flughafen Dübendorf feierlich eingeweiht. Unter den Ehrengästen waren General Henri Guisan und Mittelholzers Vater.
Von 1953 bis 2019 stand das Denkmal in Kloten östlich des Flughafens Zürich. Seit Dezember 2019 befindet es sich im Verkehrshaus der Schweiz in Luzern.